# Melchor Rafael de Macanaz
Melchor Rafael de Macanaz y Montesinos (Hellín, Albacete; 1670 – La Corunya o Hellín; 1760) jurista, escriptor i polític murcià del segle xviii. Fervent seguidor borbònic fou protegit del ministre Jean Orry i va ser el redactor del Decret de Nova Planta que abolia els furs aragonesos i valencians, instigant també la derogació del Consell d'Aragó. Fou nomenat Jutge de Confiscacions a València (1707-1710) i Jutge de Confiscacions a Aragó (1711); se li comanà l'edificació de la Nueva Colonia de San Felipe sobre la destruïda Xàtiva. Fou nomenat Fiscal General del Consell de Castella (1712-1715) i participà en el Decret de Nova Planta de la Reial Audiència de Catalunya (borbònica). Radical partidari del regalisme acabà sentenciat per la Inquisició i empresonat al Castell de Sant Anton (La Corunya).

## Orígens familiars i formació
De família noble vinguda a menys, va ser el quart d'una nombrosa prole. Va passar set anys d'Humanitats i després anà a Salamanca a estudiar Jurisprudència, estudis que al principi se li van resistir, però que va acabar dominant dedicant a l'estudi catorze hores diàries, segons revela en una autobiografia datada a París el 7 de gener de 1739 i que cita el seu biògraf Maldonado Alcaraz. Es va graduar en ambdós drets. Va fer oposicions a càtedres de dret civil i canònic, va glossar les Instituta, i va compondre diverses obres jurídiques.

## Biografia política
Traslladat a Madrid, va dedicar-se a l'advocacia i va estrènyer relacions amb la casa de Villena; Carles II de Castella el va nomenar oïdor de la Cancelleria de Santo Domingo, a Ultramar, però no va acceptar la plaça. Amb l'arribada de la Casa de Borbó i influït per la seva vinculació a la casa de Villena, es va declarar proborbònic durant la Guerra de Successió Espanyola.

### Decret d'Abolició dels furs aragonesos i valencians
| «                            | Nuestros Reyes Católicos [dignitat de tots els monarques espanyols des dels temps del Reis Catòlics] en las conquistas de España e Indias, a donde se han unido tantos Reinos con distintas leyes, lenguaje y costumbres, dieron una sola ley, una lengua y una moneda a todos ellos. Y los que así han estado se han hallado ahora unidos a la voluntad del Rey y han sacrificado sus vidas y haciendas en la guerra civil por defenderle de sus enemigos. Los Reyes Católicos, luego que entraron en Granada, pusieron un General que gobernase, e hicieron que la Chancillería se pasase de Ciudad Real a aquella Ciudad, y en pocos días se vieron practicadas las leyes de Castilla de los que jamás las habían conocido perdiendo por este medio su lengua materna. Aragón, Valencia y Cataluña, no obstante, porque el Rey D. Fernando como patrimonio propio les dejó sin sujeción con distintos fueros, leyes y monedas, se han rebelado innumerables veces y, en sucinta, el Rey sólo tiene el título en estos Reinos, pero sin la menor autoridad; bien se ha visto en nuestras guerras civiles. | » |
| — Melchor Rafael de Macanaz. | |   |

### Jutge de confiscacions al regne de València
Després de la conquesta borbònica de València (1707) fou nomenat Jutge de Confiscacions, i en l'aplicació del seu càrrec ignorà la immunitat eclesiàstica estenent les seves confiscacions als béns de l'Església enfrontant-se amb el clergat. Trobà la resistència de l'arquebisbe valencià Antoni Folc de Cardona, que feu tot el possible per a defenestrar-lo. L'arquebisbe acudí als seus amics del Consell de Castella, el President Francisco Ronquillo Briceño (1705-1713) i Fiscal general Luís Curiel, que resolgueren censurar l'actuació de Macanaz i li ordenen que prengui les decisions consultant amb el President de l'acabada d'instaurar Reial Audiència de València (borbònica). Però Macanaz, que comptava a València amb les influències del mariscal francès Berwick i del tinent general d'Asfeld, i Madrid amb Orry, Amelot i Robinet, ignorà aquestes resolucions. Macanaz acusarà a Folc de Cardona d'usurpar la jurisdicció del rei i les regalies que té a València. L'arquebisbe contraatacà amenaçant d'excomunicar-lo i el 19 de setembre de 1708 el Consell de Castella declarà nuls els procediments de Macanaz. Tot i així, per les influències que tenia a la cort amb Orry, Amelot, i Robinet, Macanaz es mantingué a València. Se li va encomanar l'edificació d'una nova ciutat que substituirà a la destruïda ciutat de Xàtiva (vegeu Extermini de Xàtiva) i que s'anomenaria Nueva Colonia de San Felipe. Amb els plànols enllestits, es va fer pintar amb aquests. Tot i que la ciutat de nova planta va ser creada sobre les restes de Xàtiva, el nou disseny urbanístic no pogué realitzar-se. Finalment l'arquebisbe Cardona aconseguí que l'excomuniquessin i el gener del 1710 Macanaz marxava de València fugint de la Inquisició.
| «                 | Después del nombre odioso de Felipe V, no hay otro más execrable para todo buen setabense, que el de Melchor Rafael de Macanaz | » |
| — Ventura Pasqual | |   |

### Jutge de confiscacions al regne d'Aragó
Arribà a Madrid el febrer on fou protegit novament pels cortesans francesos i seguí a Felip V durant la seva evacuació de Madrid a causa de l'ofensiva austriacista de l'estiu del 1710. L'arribada dels reforços francesos comandats per Vendome i la posterior contraofensiva portaren a la conquesta borbònica d'Aragó. Macanaz seguia les files de l'exèrcit i, com abans a València, fou nomenat Jutge de Confiscacions i Intendent General d'Aragó. Fou novament determinant en el decret de Nova Planta que constituí la Reial Audiència d'Aragó (borbònica) el 1711.

### Fiscal general del Consell de Castella
El 1712 fou elevat a Fiscal general del Consell de Castella i a instància seva se suprimiren es minoraren diversos Consells. El 2 de gener de 1714, i seguint els seus principis regalistes, presentà un Pedimiento contra la immunitat eclesiàstica. Però aleshores els seus protectors a la cort havien caigut en desgràcia arran de l'arribada de la nova muller de Felip V, la Farnesio, acompanyada del seu valer el cardenal Julio Alberoni; els seus enemics Grimaldo i Curiel recuperaren el poder. Macanaz va ser exonerat dels seus càrrecs, conjuntament amb Orry, el 7 de febrer de 1715.

### Processat per la Inquisició, exili i empresonament
Processat en absència per la Inquisició espanyola, i exiliat a França on va passar bona part de la seua vida, encara que intervenia en negociacions diplomàtiques i gallejava de coneixements secrets que comprometrien a altes instàncies. Se'l feu retornar al·legant una missió diplomàtica, i tan sols travessar la frontera fou detingut i empresonat al Castell de Sant Antón de La Corunya, el mateix on havien estat reclosos part dels oficials de l'Exèrcit de Catalunya després del 1714 com Antonio de Villarroel, on va morir en època de Carles III el c.1760, per bé que també se'l fa alliberat amb noranta anys per anar a morir a la seva ciutat natal poc després.

## Obra

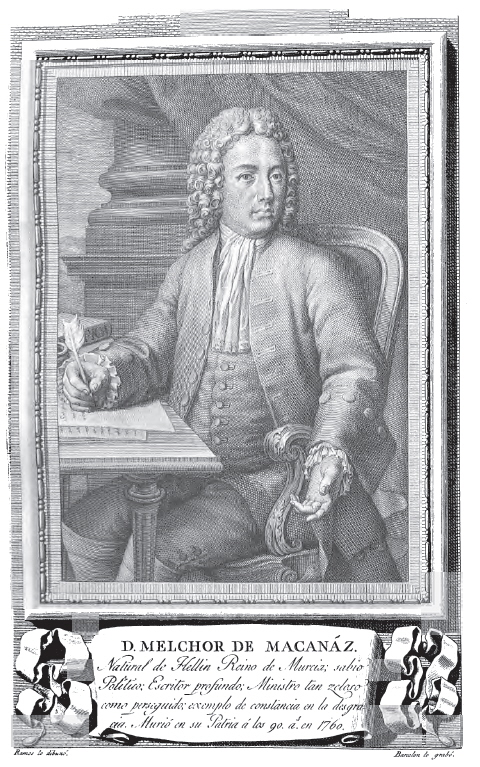
Melchor Rafael de Macanaz (1670 – 1760)

La seva producció literària és molt extensa, molta inèdita, i sovint se li han atribuït obres que no són seves. La seva obra es pot dividir en dues temàtiques, la història política i la història eclesiàstica: 
- Sobre «Història i disciplina eclesiàstica»
  - Colección diplomática reunida per a les negociacions de la Concòrdia amb Roma en quatre toms, precedides de relacions o comentaris i acompanyades d'abundants notes.
  - El famós Pedimento fiscal de 55 paràgrafs, que va arribar a ser imprès, juntament amb una extensa glossa afegida per l'autor a París.
  - Memorias sobre la seva causa al Tribunal del Sant Ofici
  - Disertaciones sobre les regalies del monarca al Tribunal del Sant Ofici
  - Historia crítica de la Inquisición que també va poder ser publicada en dos toms per Valladares
  - Compendio de historia eclesiástica escrit en francès sobre el del pare Tomasino
  - Historia del cisma janseniano, no acabada de treure en net, en vuit volums, dels quals té quatre la Reial Acadèmia de la Història.
- Sobre «Història política i civil»
  - Memorias para el establecimiento de la casa de Borbón en España (11 volums)
  - Correspondencia enquadernada en molts volums
  - Memorias para el gobierno de la monarquía
  - Memoires du gabinet
  - Una crítica a Historia del establecimiento de la corona de Francia de l'abat Jean-Baptiste Dubos
  - Una sèrie de notes a la Historia civil de Nicolás de Jesús Belando
  - Dos volums en foli sobre la supressió dels furs d'Aragó i furs de València
  - Compendio de la Historia de España
  - Notas al Derecho real escrites a la presó de La Corunya
  - Críticas y Adiciones a les històries del pare Juan de Mariana entre d'altres.
  - Diversos toms en foli amb extractes i comentaris a historiadors espanyols i estrangers entre elles José Gumilla, José de Acosta, Pedro Lozano, Antonio de Remesal, Pierre-François-Xavier de Charlevoix, Amédée François Frézier, La Hontade, Jean-Baptiste Du Halde, etc.